# خوسيه غونسالفيس دا سيلفا
خوسيه غونسالفيس دا سيلفا هو سياسي برازيلي، ولد في 23 نوفمبر 1838 في Mata de São João ‏ في البرازيل، وتوفي في 15 أغسطس 1911 في Senhor do Bonfim ‏ في البرازيل. انتخب عضو مجلس النواب البرازيلي ‏.